# Giovanni Strazzer
Giovanni Strazzer (Zevio, 23 marzo 1965) è un ex ciclista su strada italiano, professionista dal 1988 al 1992.

## Palmarès
- 1983 (dilettanti)

Medaglia d'Oro Città di Monza
- 1986 (dilettanti)

Trofeo Minardi
- 1987 (dilettanti)

Popolarissima di Treviso
- 1989 (Malvor, una vittoria)

3ª tappa Grand Prix du Midi Libre (Lodève > Villeneuve-lès-Avignon)

## Piazzamenti

### Grandi Giri
- Giro d'Italia

1988: 110º
1990: 160º
1991: 121º
1992: 135º

### Classiche monumento
- Milano-Sanremo

1988: 105º
1991: 82º
1992: 199º